# Papier d'amate

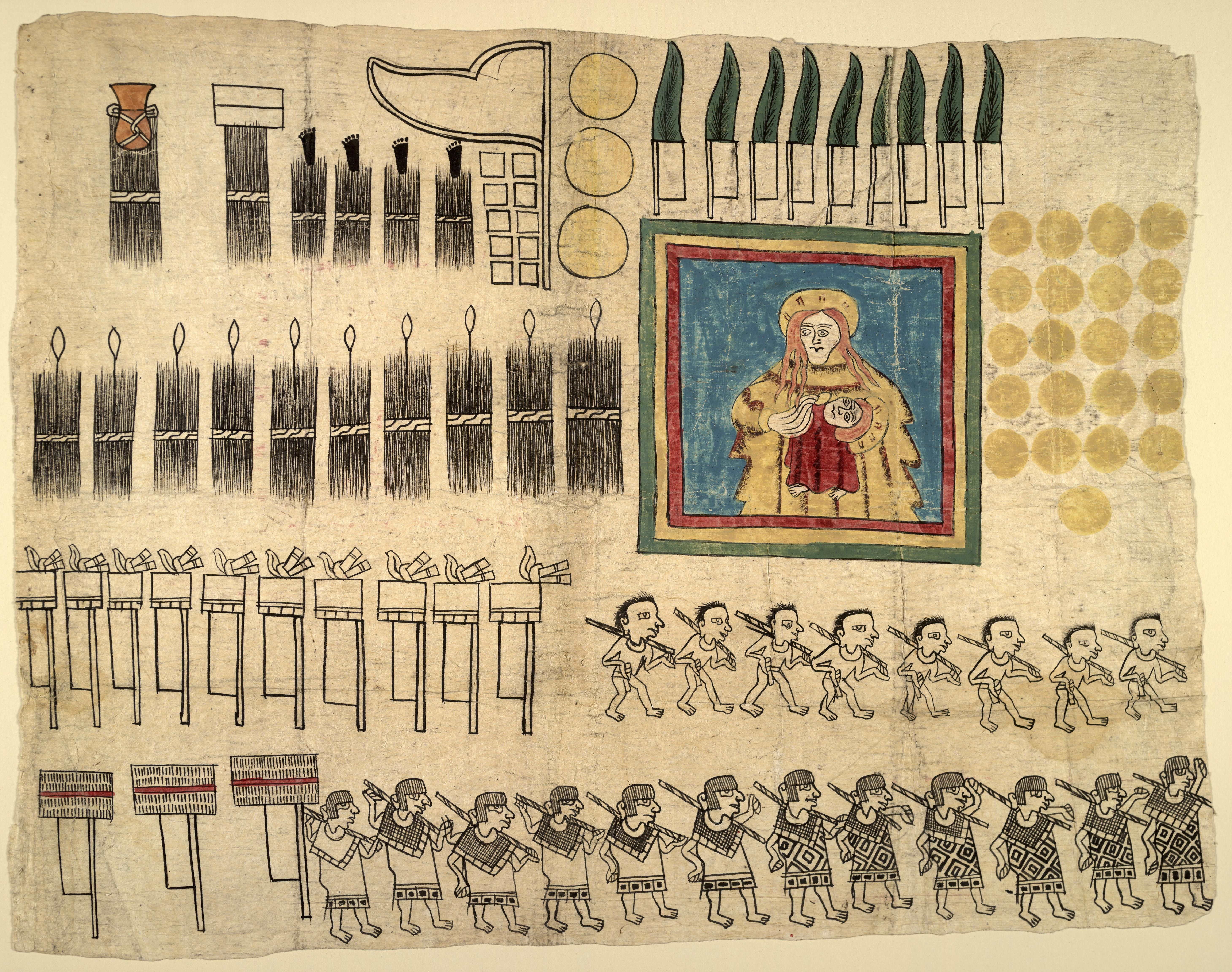
Fragment du codex Huexotzinco imprimé sur papier amate.

Le papier d'amate (de l'espagnol « papel amate », lui-même du nahuatl « amatl ») désigne une sorte de papier fabriqué à partir de fibres végétales, en usage dans les cultures mésoaméricaines. Par extension il désigne aussi les livres ou codices fabriqués à partir de ce papier. Les Mayas utilisaient un mot qui leur était propre, « huun », qui, à l'instar du mot nahuatl, peut désigner le papier ou le livre.

## Fabrication
Sur la base des écrits du chroniqueur espagnol Motolinia, on a longtemps cru à tort que le papier était fabriqué à partir de fibres de maguey. En 1910, le professeur Rudolph Schwede procéda à un examen au microscope des pages du Codex de Dresde et il apparut que le papier provenait du liber de l'écorce de ficus. La chose fut confirmée ultérieurement par l'examen des trois autres codices mésoaméricains, le Codex de Paris, le Codex de Madrid et le Codex maya de Mexico.
La fabrication du papier d'amate s'effectue en séparant l'écorce extérieure du ficus de son écorce intérieure. Cette dernière est mise à tremper, bouillie dans de l'eau additionnée de chaux ou de soude - un procédé appelé nixtamalisation - et ensuite rincée. Les fibres ainsi obtenues sont disposées sur une surface dure, croisées en double épaisseur. On les bat ensuite avec une pierre striée jusqu'à ce qu'elles soient homogénéisées. Comme la surface est rugueuse, on l'enduit ensuite d'une couche de chaux ou d'amidon de façon à obtenir une surface propre à être peinte.

## Usages

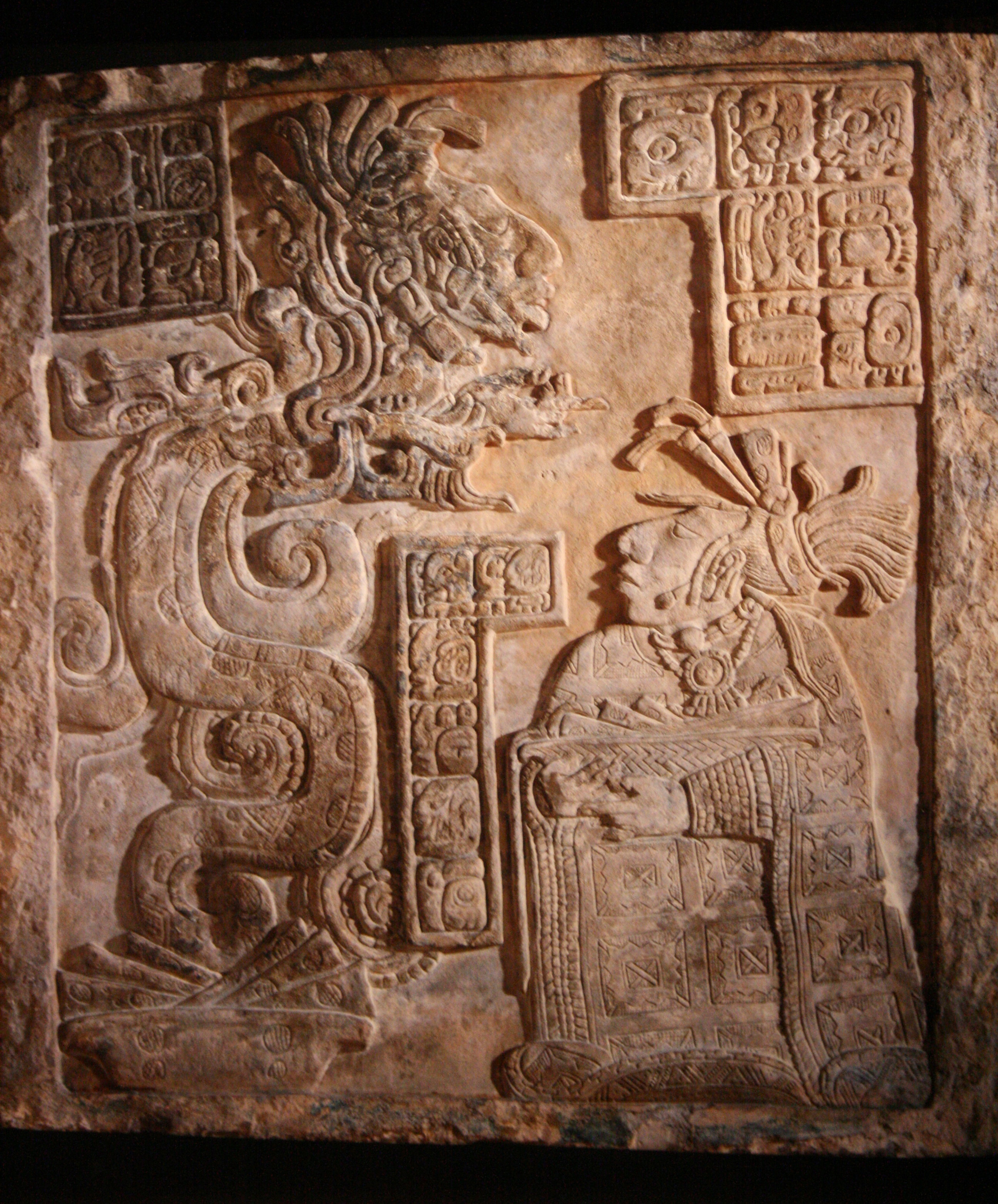
Stèle 15 de Yaxchilan : face à la Dame Wak Tuun, un serpent-vision jaillit d'un pot dans lequel brûle du papier imprégné de son sang.

Dans les cultures mésoaméricaines le papier servait à des fins rituelles. Imbibé de sang, de copal ou de caoutchouc, on le brûlait à titre d'offrande, une pratique que l'on peut par exemple observer sur les linteaux 15, 17 et 24 de la cité maya de Yaxchilan à l'Époque classique. Le Dominicain espagnol Bernardino de Sahagún décrit une version simplifiée de ce type de rituel chez les Aztèques à l'Époque postclassique, lors du retour d'expédition d'un marchand : « ... Il se mettait en mesure, lorsque minuit était venu, de couper des papiers, afin de les offrir en reconnaissance du secours que les dieux leur avaient donné pour le succès de leur voyage. On en coupait en quantité suffisante pour le feu et Yacatecutli, dieu des marchands. Dès que les papiers étaient prêts, l'offrande en était faite à minuit, à ces divinités en action de grâces. »
Les prêtres aztèques portaient souvent des costumes de papier et, dans certains cas, les victimes destinées aux sacrifices humains étaient revêtues d'atours en papier.
Le papier amate servait également de support à des livres peints, communément connus sous le nom de codices. Les pages de ces ouvrages pliés en accordéon sont couvertes d'images et de glyphes. Ces ouvrages sont attestés archéologiquement chez les Mayas de l'Époque classique par des fragments décomposés retrouvés dans des tombes. De l'Époque postclassique, il subsiste quatre codices mayas et à peine davantage de codices du Mexique central.

## Survivances
Après la conquête espagnole le papier amate fut rapidement supplanté par le papier européen. La tradition fut cependant perpétuée dans certaines communautés, notamment dans le village otomi de San Pablito dans l'État mexicain de Puebla. Au cours de la seconde moitié du XXe siècle, des communautés nahuas de la région du Rio Balsas dans le Guerrero, qui peignaient jusque-là sur poterie, furent encouragées par des artistes de Mexico à réaliser sur ce papier otomi des peintures à destination du marché touristique. Cette nouvelle forme d'artisanat connut un grand succès.